# Apodus oryzae
Apodus oryzae är en svampart som beskrevs av Carolis & Arx 1975. Apodus oryzae ingår i släktet Apodus och familjen Lasiosphaeriaceae.   Inga underarter finns listade i Catalogue of Life.